# Mika Ahmann
Mika Ahmann (* 4. November 2005) ist ein deutscher Volleyballspieler.

## Karriere
Mika Ahmann ist der Sohn der Beachvolleyballer Andrea und Jörg Ahmann. Er begann seine eigene Karriere beim TSV Schmiden. 2021 wechselte er zu den Volley Youngstars, dem Nachwuchsteam des VfB Friedrichshafen. Dort gab er im Alter von 16 Jahren sein Debüt in der zweiten Liga. 2023 wurde der Libero vom Erstliga-Aufsteiger Baden Volleys SSC Karlsruhe verpflichtet. Die Baden Volleys schieden im DVV-Pokal 2023/24 im Achtelfinale aus, erreichten aber als Tabellenachter der Hauptrunde das Playoff-Viertelfinale der Bundesliga.